# Dypsis humbertii
Dypsis humbertii är en enhjärtbladig växtart som beskrevs av Joseph Marie Henry Alfred Perrier de la Bâthie. Dypsis humbertii ingår i släktet Dypsis och familjen Arecaceae. IUCN kategoriserar arten globalt som sårbar. Inga underarter finns listade i Catalogue of Life.